# Szék (terület)

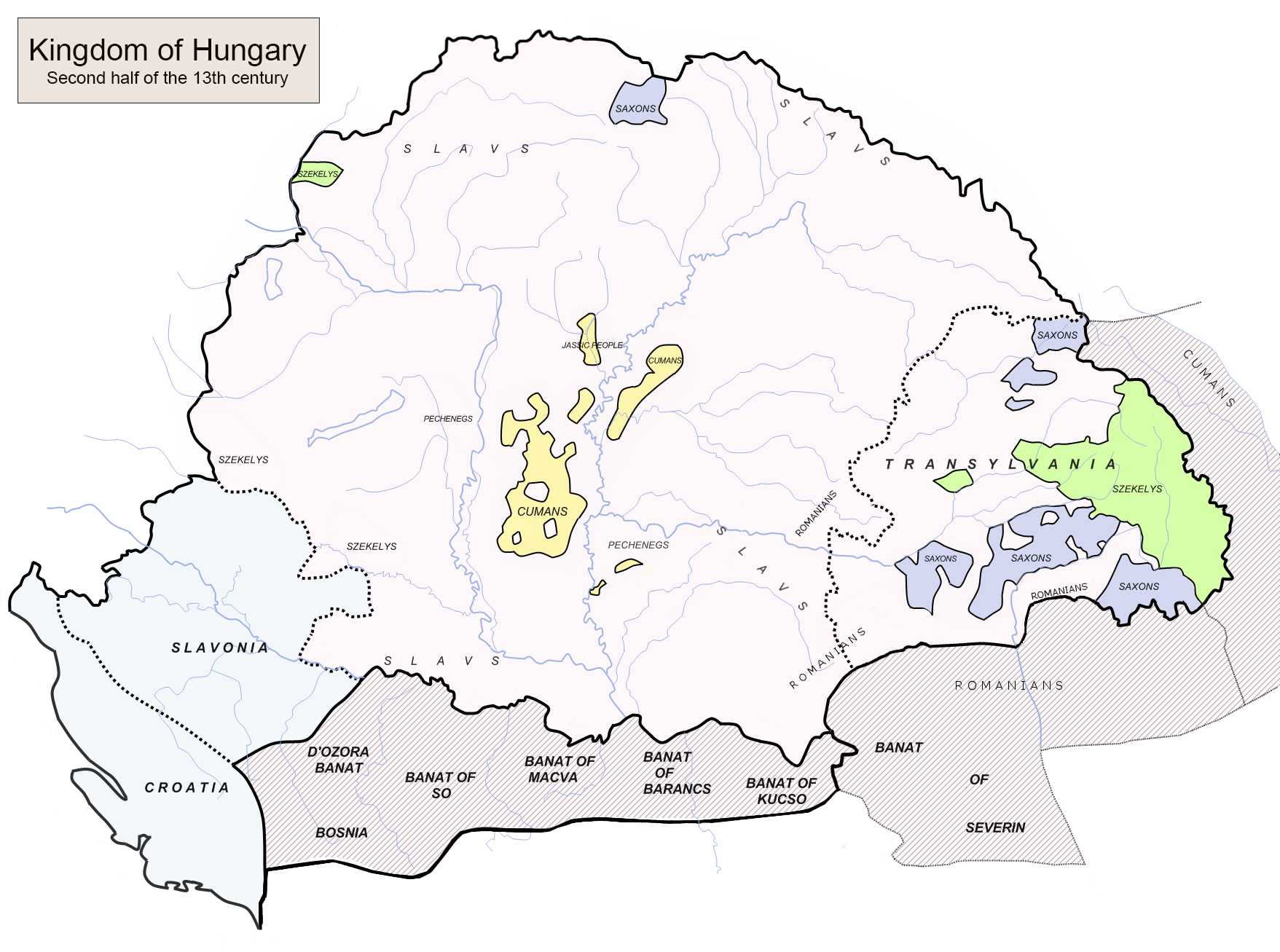
A Magyar Királyság önrendelkezéssel bíró népcsoportjai a 13. században

A szék a magyar közigazgatás egyik alapvető területi egysége volt az 1876-os megyerendezésig a Magyar Királyság önrendelkezéssel bíró népcsoportjainál: a székelyeknél, szászoknál, kunoknál, jászoknál, a szepesi gömörőröknél és az egyházi nemeseknél. A „szék”-ek (sedes), eredetileg egy-egy bírói szék (sedes judiciaria) joghatósági körzetét jelentették.
Jelenleg a székeket mint közigazgatási egységeket a Székely Nemzeti Tanács vezetné be, a leendő autonóm Székelyföldön.

## Története
A területi szervezkedés a pásztoréletről a földművelésre átmenetel korára, azaz a 13. század elejére tehető.[forrás?] A területi nevek meghatározása ingatag és több mint egy évszázad alatt alakul ki. Az erdélyi szászoknál és a székelyeknél is a meghatározás váltakozik. A szászok használják a terra, districtus, comitatus szavakat, de a 14. század folyamán általánossá vált náluk a szék (sedes) elnevezés, mely mintául szolgál a székelyeknek, akik szintén a székrendszert veszik át. Ez a század végén kezdődött, s lassanként általánossá vált.
A szászok, székelyek, a „jász-kunok” és a gömörőrök közigazgatási területeit félezer éven át (1400–1876) székeknek nevezték (sedes) és ezek ugyanazt a szerepet töltötték be, mint a vármegyék. Székelyföldön megkülönböztették az eredetileg alakult fő- vagy anyaszékeket és a később ezek keretében alakult fiúszékeket (sedes filialis). Az első oklevelek általában csak földnek (terra), vagy területnek (districtus), vagy egyházi felosztás szerint esperességnek (dioecesis) nevezik a későbbi székeket. Maga az elnevezés feltehetően bírósági fórum jelentésű bírói székre utal.

## Szász székek

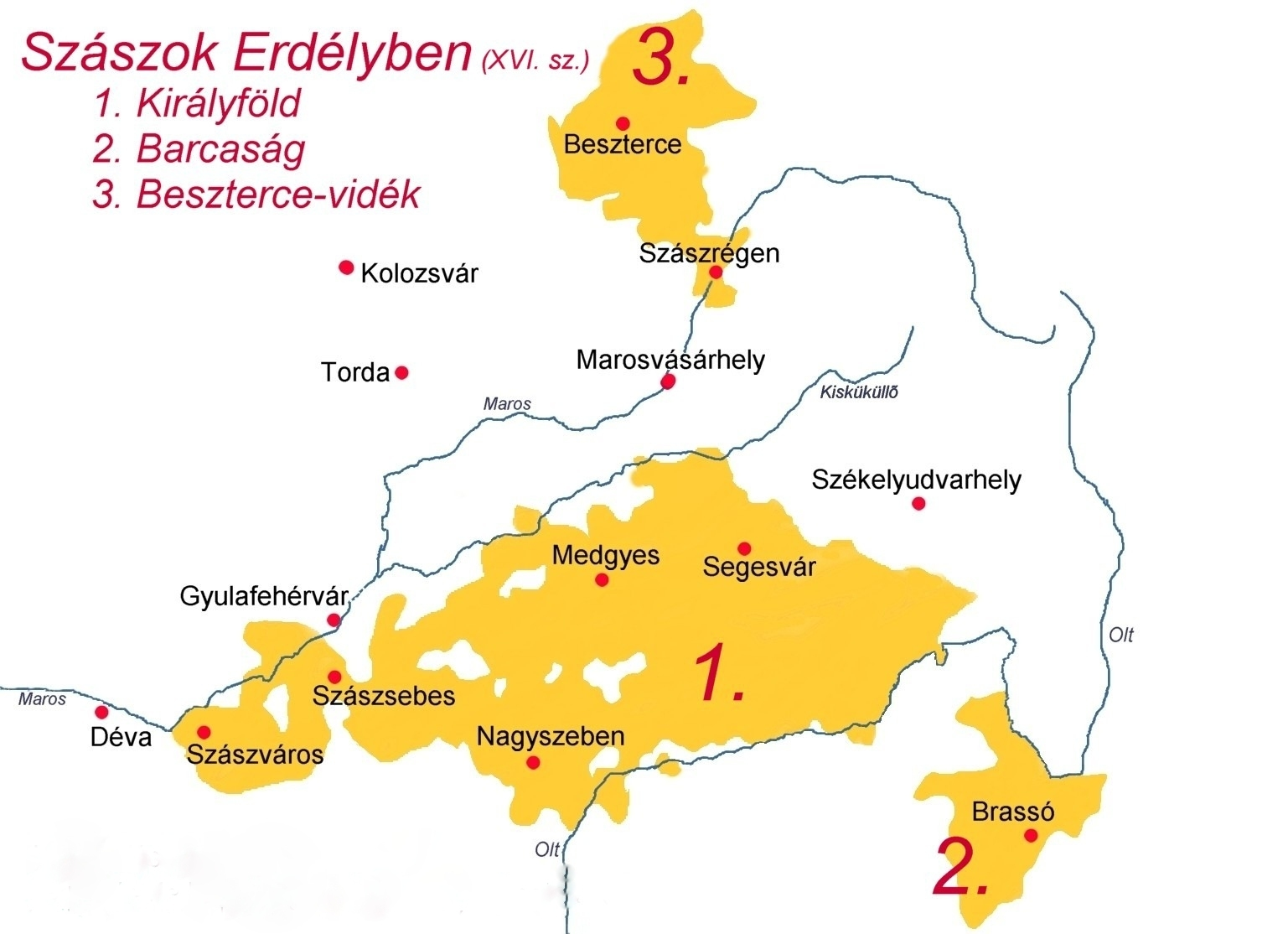
Erdélyi szász régiók

Az erdélyi szászok 12. századi betelepülését követően az 1224-es Andreanum rendezte jogi helyzetüket, és szabta meg autonómiájukat, amelyet 1486-ban Mátyás király megerősített. Felettes szervük a szebeni ispán lett. Vásártartási jogot és adókedvezményt, sőt Nagyszeben árumegállító jogot is kapott Nagy Lajostól. 1437-ben az erdélyi három nemzet (magyarok, székelyek, szászok) uniója is kodifikálást nyert, ezt az uniót többször megerősítették (Unio Trium Nationum). A 15. századtól a szász universitas újabb önrendelkezési eredményeket ért el, így a saját bíráskodás (királybíró), illetve a szász önkormányzat vezetőjének kijelölése (comes Saxonum), aki egyben a főszék fővárosa, Nagyszeben polgármestere is volt. A jogilag különálló székek (amelyek egymással universitast alkottak) az 1876-os vármegyerendezésig maradtak fenn, ezután Brassó vármegye, Szeben vármegye, Nagy-Küküllő vármegye illetve Beszterce-Naszód vármegye részét képezték.

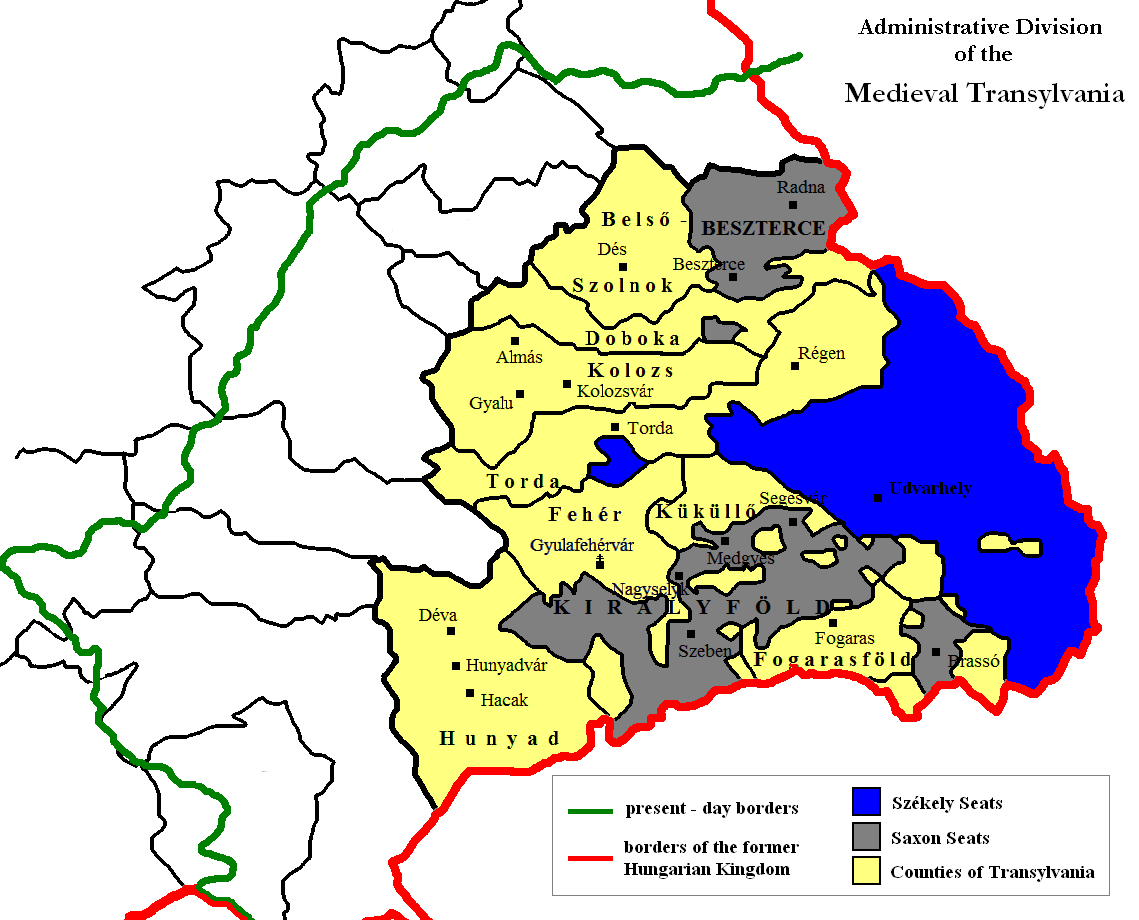
A szász- és székely székek a középkori Erdélyben

A kezdeti szász székek a következőek voltak:
- Kőhalomszék
- Nagysinkszék
- Segesvárszék
- Szászsebesszék
- Szászvárosszék
- Szebenszék (főszék)
- Szerdahelyszék
- Újegyházszék

Későbbi alapításúak:
- Medgyesszék
- Selykszék

## Székely székek

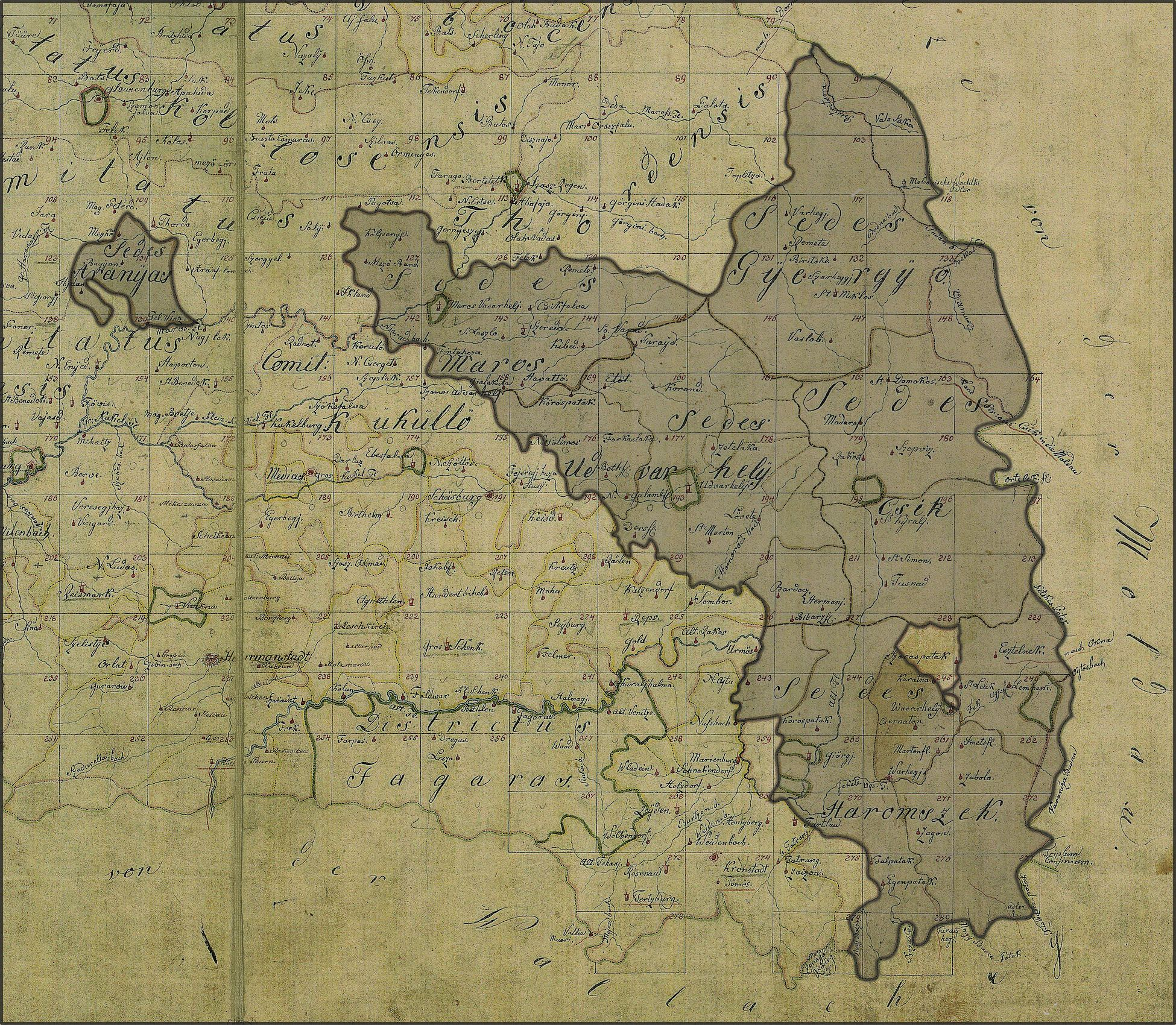
A történelmi székely székek

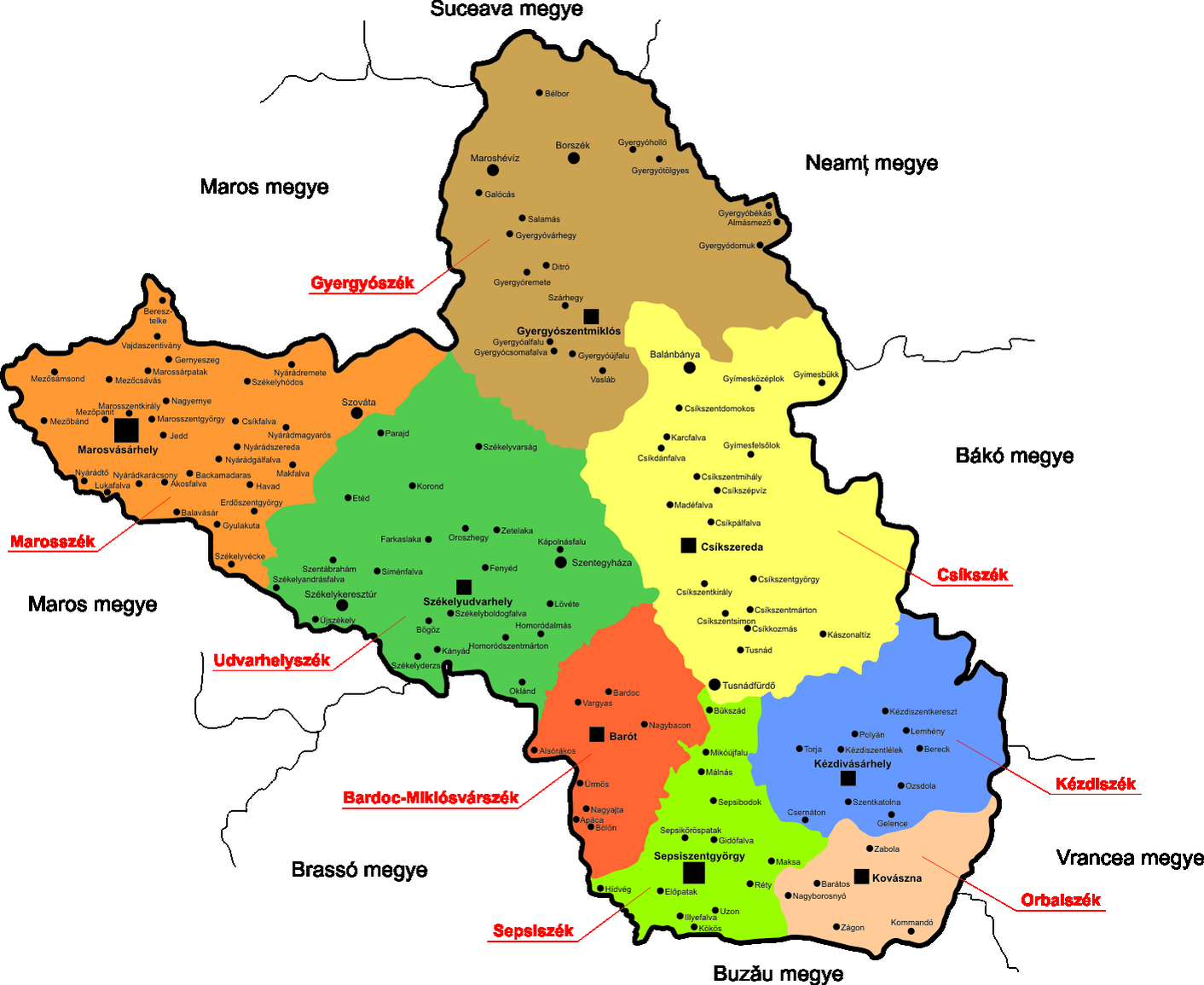
A tervezett székely székek

A történelmi székely székek száma hét fő- és öt fiúszék. Ha a székelyek összességéről volt szó, mindig csak hét székről van írásos emlékezés. Oklevelekben „a hét szék székelyei” gyűjtőnév alatt szerepelnek, vagy mint „három nembeli székelyek” (trium generum Siculi), vagy összefoglalva „a hét szék három nembeli székhelyei” (universitas trium generum Siculorum septem sedium).
Ezzel szemben az SZNT által készített autonómia statútum nyolc főszéket hozna létre:
Az autonóm régió területe a jelenlegi Kovászna és Hargita megyék területét, valamint a Maros megyéhez tartozó történelmi Marosszék területét foglalja magába. Az 1. sz. Melléklet tartalmazza Székelyföld autonóm terület határait és településeit. A székek hagyományos közigazgatási területek.
a) Kézdiszék, amelynek területe a hozzá tartozó településeket foglalja magába; székhelye Kézdivásárhely;
b) Orbaiszék, amelynek területe a hozzá tartozó településeket foglalja magába; székhelye Kovászna;
c) Sepsiszék, amelynek területe a hozzá tartozó településeket foglalja magába; székhelye Sepsiszentgyörgy;
d) Csíkszék, amelynek területe a hozzá tartozó településeket foglalja magába; székhelye Csíkszereda;
e) Udvarhelyszék, amelynek területe a hozzá tartozó településeket foglalja magába; székhelye Székelyudvarhely;
f) Gyergyószék, amelynek területe a hozzá tartozó településeket foglalja magába; székhelye Gyergyószentmiklós;
g) Marosszék, amelynek területe a hozzá tartozó településeket foglalja magába; székhelye Marosvásárhely;
h) Miklósvár- és Bardocszék, amelynek területe a hozzá tartozó településeket foglalja magába; székhelye Barót.

## Kun székek
A kun székek a magyarországi kunok autonóm, a királyi vármegyerendszertől független közigazgatási egységei voltak. A szék a szászok és székelyek székeihez hasonlóan bírói széket jelentett. A székek élén a kapitányok álltak. A rendszer nyilvánvalóan a régebbi kun nemzetségek alapján jött létre, a nemzetségfők válhattak a székek kapitányaivá, de erre csak egy szék, a Halas-szék esetén van megnyugtató forrásadat. A székekről először a 15. században hallunk, de valószínűleg a 14. században alakulhattak ki. Összesen hat székről van tudomásunk.
- Halas-szék – a Kiskunság területén Halas mezőváros (Kiskunhalas) központtal alakult ki a Csertán nemzetség területén, de több nemzetség jelenléte is kimutatható. A nemzetség fejének, Köncsög ispánnak 1366-ban Halason volt a szállása. 1418-ban még a nemzetség nevével jelzik a széket (de sede Chortyan), de 1451-től ugyanitt a Halas-széket találjuk.[6]
- Szentelt-szék – 1424-ből van rá adat, Csanád-megyében a Kór nemzetség területén alakult ki.[6]
- Kolbáz-szék – 1440-től vannak rá adatok, a Nagykunságban Kolbázszállás központtal valószínűleg az Olás nemzetség szállásterületét foglalta magában, de több nemzetség jelenléte is kimutatható.[6]
- Kecskemét-szék – nemzetségi eredete bizonytalan, 1465-ben a kiskunsági Kecskemét mint a királynéi kunok bírói székének központja szerepel.[6]
- Kara-szék – nemzetségi eredete bizonytalan, központja a kiskunsági Karaszállás. 1469-ben Mizse-szék néven szerepel, feltehetően a szálláskapitány Misse család birtokain alakult ki a szék.[6]
- Hantos-szék – nemzetségi eredete ismeretlen, Fejér megye dunántúli részén volt, valószínűleg egyetlen kun birtokos család birtokában a 14. században.[6]

A török korban két szék, a Hantos-szék és a Szentelt-szék eltűnt az elnéptelenedés és az elvándorlás miatt.

## Jász szék

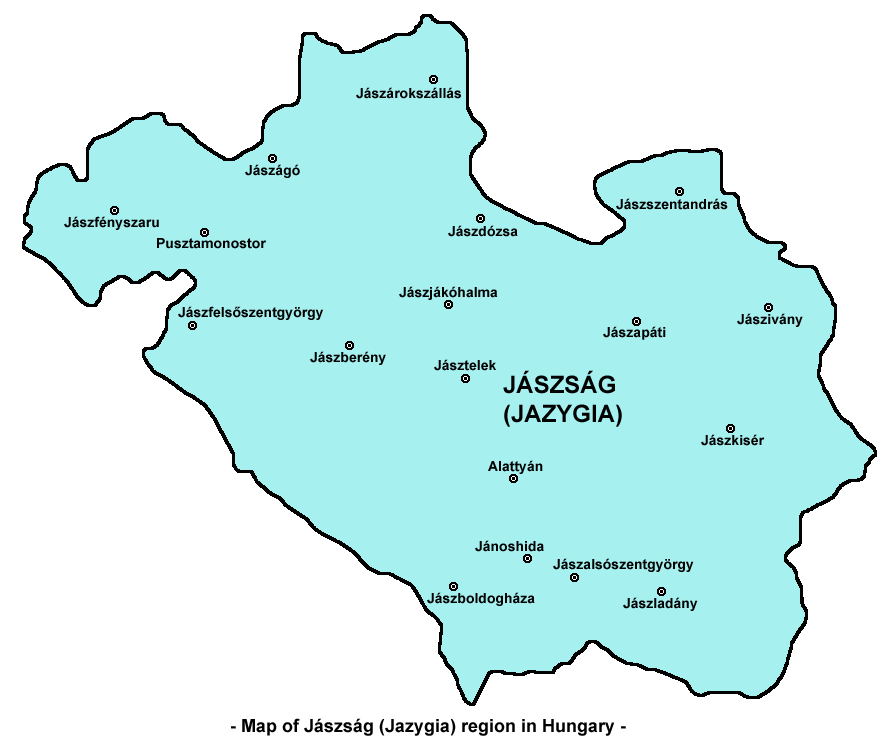
Jászság

A Jászkun kerület hat majd négy kun székhez társult az egyetlen jász szék:
- Berény-szék – Berény (Jászberény) székhellyel

A Jászkun Kerület – a jászok és a kunok székei – a koronabirtokon alakultak ki, melynek tulajdonjogát I. Lipót király 1702-ben eladta a Német Lovagrendnek. A törvénytelen eladatás ellen tiltakozott a magyar országgyűlés, a nádor és maguk a jászok és kunok is. A tiltakozások ellenére, bár az országgyűlés 1715-ben kimondta, hogy az eladatás törvénytelen, csupán annyi változás történt, hogy 1731-től a Jászkun Kerület a Német Lovagrend földesuraságából a pesti Invalidus-ház birtokába került, jobbágyi alávetettségük 1745-ig megmaradt.

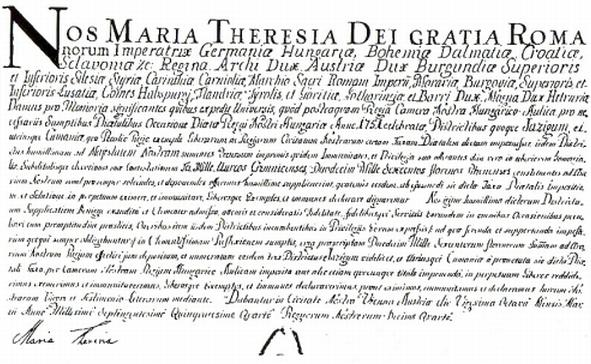
Mária Terézia 1745. május 6-án kelt diplomája a jászkun redempcióról

1741-től Pálffy János nádor támogatásával a jászkunok szervezett mozgalmat indítottak régi szabadságuk visszaszerzéséért. Felajánlásaik és összefogásuk eredményeként 1745. május 6-án Mária Terézia királynő aláírta a kiváltságlevelet, amelyben engedélyezte a jászkunok megváltását (latinul redemptio). Ez a hatalmas anyagi áldozatok (570 000 rajnai forint) és katonai kötelezettségek teljesítése révén elnyert önmegváltás volt az úgynevezett jászkun redempció.
A redempció új jogrendet, földtulajdont és új társadalmi berendezkedést eredményezett. A jászkun szabadság birtokolója – a redemptus – mentesült a földesúri függéstől, szabadparaszti jogállást kapott.

## Tízlándzsás szék
A Tízlándzsás szék, más néven a Lándzsásvidék, a Szepesség (szepesi gömörőrök) vármegyei szintű autonómiával bíró körzete volt, a 12. századtól az újkorig állt fenn. 1802-ben tagjainak, a szepesi lándzsásnemesek (radicalis) kiváltságait megtartva a „kis vármegye” néven ismert széket betagolták Szepes vármegyébe.